# El bueno para nada
El bueno para nada es una película de comedia familiar e infantil mexicana de 1973 dirigida por Gilberto Martínez Solares, producida por Miguel Zacarías, escrita por Alfredo Zacarías y protagonizada por Gaspar Henaine «Capulina», Lina Marín,  Susana Alexander e Ivonne Govea.

## Argumento
Capulina es novio de María y trabaja en varios oficios. Un científico lo contrata para que le ayude a construir una máquina para destruir al mundo. Sin embargo en el transcurso fallece y finalmente la policía busca a Capulina para desactivar la máquina.

## Reparto
- Gaspar Henaine como Capulina Mantecón
- Lina Marín como María
- Susana Alexander como Carolina Saldaña
- Pancho Córdova como Benigno Saldaña
- Ivonne Govea como Esposa del marido celoso.
- Juan Gallardo como Licenciado
- Enrique Pontón como Otto I
- Ricardo Adalid como Marido celoso
- Luz María Velázquez como Clienta de plomería
- Laura Montalvo como Secretaria del licenciado
- Marcelo Villamil como Policía especial
- Guillermo Hernández Jr.
- Jorge Casanova como Empleado de procuraduría
- Jorge Fegán como Empleado de procuraduría
- Eufrosina García como Sirvienta
- Víctor Jordán
- Jesús Gómez como Policía
- Cecilia Leger como Señora de casa limpia
- Cristóbal Martell

## Producción
La película comenzó a filmarse en abril de 1970. Lugares de rodaje incluyen Estudios Churubusco, la Ciudad de México y Acapulco, Guerrero.

## Estreno
El bueno para nada se estrenó el 26 de julio de 1973 (casi tres años después de su producción) en un total de catorce cines de la Ciudad de México por cinco semanas.